# Daniel Giménez Cacho
Daniel Giménez Cacho (ur. 15 maja 1961 w Madrycie) – meksykański aktor filmowy, teatralny i telewizyjny. Sześciokrotny laureat Nagrody Ariel, uważanej za meksykański odpowiednik Oscara. W swoim dotychczasowym dorobku ma blisko 90 ról w filmach i serialach telewizyjnych.

## Życiorys
Urodził się w Madrycie, ale wychował w samym sercu miasta Meksyk. Karierę aktorską rozpoczął na deskach teatralnych. Popularność przyniósł mu występ w telenoweli Teresa (1989), gdzie partnerował grającej rolę tytułową młodziutkiej Salmie Hayek.
Wkrótce stał się jednym z najbardziej rozchwytywanych aktorów w Meksyku. Współpracował z takimi prominentnymi twórcami tamtejszego kina, jak Alfonso Cuarón (Tylko ze stałym partnerem, 1991), Guillermo del Toro (Cronos, 1992), Arturo Ripstein (Karmazynowa głębia, 1996) czy Alejandro González Iñárritu (Bardo, fałszywa kronika garści prawd, 2022). 
Cacho z powodzeniem występował także w kinie hiszpańskim; na uwagę zasługują zwłaszcza jego pamiętne kreacje w Złym wychowaniu (2004) Pedro Almodóvara czy Śnieżce (2012) Pablo Bergera. Zagrał również wiele ról w produkcjach międzynarodowych, takich jak Dorwać gringo (2012) Adriana Grunberga, Przyrzeczenie (2016) Terry'ego George'a, Zama (2017) Lucrecii Martel, Syberia (2019) Abla Ferrary czy Memoria (2021) Apichatponga Weerasethakula.